# Präsidentschafts- und Parlamentswahl in Ecuador 2025
Die Präsidentschafts- und Parlamentswahl in Ecuador 2025 fand am 9. Februar statt, um den Präsidenten der Republik und die Mitglieder der Nationalversammlung zu wählen. Da keiner der Präsidentschaftskandidaten die absolute Mehrheit der Stimmen erhielt, erfolgte am 13. April eine Stichwahl zwischen den beiden Kandidaten, die die meisten Stimmen im ersten Wahlgang erhalten hatten (Daniel Noboa (44,2 %) und Luisa González (44,0 %); weit abgeschlagen folgte im ersten Wahlgang als Dritter Leonidas Iza (5,3 %), der somit ausschied). Nach vorläufigen Ergebnissen gewann Noboa die Stichwahl mit über 55 % der Stimmen.

## Präsidentschaftswahl

### Kandidaten
| #                   | Präsidentschaftskandidat | Präsidentschaftskandidat | Präsidentschaftskandidat     | Partei                                           |
| ------------------- | ------------------------ | ------------------------ | ---------------------------- | ------------------------------------------------ |
| 1                   |                          |                          | Jimmy Jairala                | Movimiento Centro Democrático                    |
| 2                   |                          |                          | Jorge Escala                 | Movimiento Unidad Popular                        |
| 3                   |                          |                          | Andrea González Náder        | Partido Sociedad Patriótica                      |
| 4                   |                          |                          | Víctor Araus Macías          | Pueblo, Igualdad y Democracia                    |
| 5/33                |                          |                          | Luisa González               | Movimiento Revolución Ciudadana/ Movimiento RETO |
| 6                   |                          |                          | Henry Kronfle                | Partido Social Cristiano                         |
| 7                   |                          |                          | Daniel Noboa                 | Acción Democrática Nacional                      |
| 8                   |                          |                          | Luis Felipe Tillería Limongi | Avanza                                           |
| 12                  |                          |                          | Carlos Rabascall             | Izquierda Democrática                            |
| 16                  |                          |                          | Juan Iván Cueva Vivanco      | Movimiento AMIGO                                 |
| 17                  |                          |                          | Pedro Granja                 | Partido Socialista Ecuatoriano                   |
| 18                  |                          |                          | Leonidas Iza                 | Pachakutik                                       |
| 20                  |                          |                          | Iván Saquicela               | Democracia Sí                                    |
| 21                  |                          |                          | Francesco Tabacchi           | Creando Oportunidades                            |
| 23                  |                          |                          | Enrique Gómez Vásconez       | Partido SUMA                                     |
| 25                  |                          |                          | Henry Cucalón                | Movimiento Construye                             |
|                     |                          |                          |                              |                                                  |
| Quelle: Stimmzettel |                          |                          |                              |                                                  |

### Ergebnis
Nach vorläufigen Ergebnissen gewann Daniel Noboa die Stichwahl mit über 55 % der Stimmen. „Nach Auszählung von 95 % der Stimmen erhielt Noboa 55,7 % der Stimmen, während Luisa González nur 44,3 % erhielt. Noch am selben Abend weigerte sie sich, das Ergebnis anzuerkennen und prangerte ‚den groteskesten Wahlbetrug‘ an. ‚Wir werden eine Neuauszählung und die Öffnung der Wahllokale fordern. Wir haben miterlebt, wie der Machtmissbrauch nie nachließ, indem der Nationale Wahlrat für alles Mögliche missbraucht und die Demokratie mit Füßen getreten wurde‘, sagte sie von einem Podium vor ihren Anhängern. ‚Es besteht kein Zweifel, wer die Wahl gewonnen hat‘, antwortete Noboa Minuten später.“
| Kandidaten                         | Kandidaten                   | Parteien                                        | 1. Wahlgang | 1. Wahlgang | 2. Wahlgang | 2. Wahlgang |
| Kandidaten                         | Kandidaten                   | Parteien                                        | Stimmen     | %           | Stimmen     | %           |
| ---------------------------------- | ---------------------------- | ----------------------------------------------- | ----------- | ----------- | ----------- | ----------- |
|                                    | Daniel Noboa                 | Acción Democrática Nacional                     | 4.527.606   | 44,2        | 5.870.618   | 55,6        |
|                                    | Luisa González               | Movimiento Revolución Ciudadana/Movimiento RETO | 4.510.860   | 44,0        | 4.683.260   | 44,4        |
|                                    | Leonidas Iza                 | Pachakutik                                      | 538.456     | 5,3         |             |             |
|                                    | Andrea González Náder        | Partido Sociedad Patriótica                     | 275.376     | 2,7         |             |             |
|                                    | Henry Kronfle                | Partido Social Cristiano                        | 73.293      | 0,7         |             |             |
|                                    | Pedro Granja                 | Partido Socialista Ecuatoriano                  | 53.940      | 0,5         |             |             |
|                                    | Jimmy Jairala                | Movimiento Centro Democrático                   | 40.559      | 0,4         |             |             |
|                                    | Jorge Escala                 | Movimiento Unidad Popular                       | 40.483      | 0,4         |             |             |
|                                    | Henry Cucalón                | Movimiento Construye                            | 37.316      | 0,4         |             |             |
|                                    | Luis Felipe Tillería Limongi | Avanza                                          | 33.239      | 0,3         |             |             |
|                                    | Francesco Tabacchi           | Creando Oportunidades                           | 26.768      | 0,3         |             |             |
|                                    | Víctor Araus Macías          | Pueblo, Igualdad y Democracia                   | 22.678      | 0,2         |             |             |
|                                    | Carlos Rabascall             | Izquierda Democrática                           | 22.270      | 0,2         |             |             |
|                                    | Enrique Gómez Vásconez       | Partido SUMA                                    | 18.815      | 0,2         |             |             |
|                                    | Juan Iván Cueva Vivanco      | Movimiento AMIGO                                | 17.545      | 0,2         |             |             |
|                                    | Iván Saquicela               | Democracia Sí                                   | 11.985      | 0,1         |             |             |
| Gesamt                             | Gesamt                       | Gesamt                                          | 10.251.189  | 100         | 10.553.878  | 100         |
|                                    |                              |                                                 |             |             |             |             |
| Ungültige Stimmen                  | Ungültige Stimmen            | Ungültige Stimmen                               | 1.013.300   | 9,0         | 840.369     | 7,4         |
| Wähler                             | Wähler                       | Wähler                                          | 11.264.489  | 82,0        | 11.394.247  | 82,9        |
| Wahlberechtigte                    | Wahlberechtigte              | Wahlberechtigte                                 | 13.732.194  |             | 13.742.533  |             |
|                                    |                              |                                                 |             |             |             |             |
| Quelle: Consejo Nacional Electoral |                              |                                                 |             |             |             |             |

### Ergebnis nach Provinzen
| Provinz                           | 1. Wahlgang | 1. Wahlgang | 1. Wahlgang | 1. Wahlgang | 1. Wahlgang | 1. Wahlgang     | 2. Wahlgang | 2. Wahlgang | 2. Wahlgang     |
| Provinz                           | Kandidaten  | Kandidaten  | Kandidaten  | Kandidaten  | Kandidaten  | Gültige Stimmen | Kandidaten  | Kandidaten  | Gültige Stimmen |
| Provinz                           | Noboa       | González    | Iza         | Náder       | Sonstige    | Gültige Stimmen | Noboa       | González    | Gültige Stimmen |
| --------------------------------- | ----------- | ----------- | ----------- | ----------- | ----------- | --------------- | ----------- | ----------- | --------------- |
| Azuay                             | 206.001     | 173.148     | 29.700      | 21.933      |             |                 |             |             |                 |
| Bolívar                           | 65.281      | 37.832      | 23.645      | 3.546       |             |                 |             |             |                 |
| Cañar                             | 59.415      | 45.356      | 16.064      | 4.043       |             |                 |             |             |                 |
| Carchi                            | 58.084      | 46.118      | 5.063       | 4.064       |             |                 |             |             |                 |
| Cotopaxi                          | 114.512     | 84.358      | 89.280      | 5.820       |             |                 |             |             |                 |
| Chimborazo                        | 159.103     | 75.087      | 51.740      | 7.674       |             |                 |             |             |                 |
| El Oro                            | 184.192     | 206.435     | 3.986       | 11.086      |             |                 |             |             |                 |
| Esmeraldas                        | 123.873     | 158.960     | 3.625       | 4.089       |             |                 |             |             |                 |
| Guayas                            | 1.083.469   | 1.206.486   | 19.141      | 58.290      |             |                 |             |             |                 |
| Imbabura                          | 116.412     | 126.307     | 41.952      | 7.773       |             |                 |             |             |                 |
| Loja                              | 168.113     | 99.351      | 11.378      | 12.572      |             |                 |             |             |                 |
| Los Ríos                          | 203.286     | 301.486     | 4.477       | 8.640       |             |                 |             |             |                 |
| Manabí                            | 299.913     | 627.888     | 5.197       | 22.249      |             |                 |             |             |                 |
| Morona Santiago                   | 50.231      | 29.175      | 11.888      | 2.182       |             |                 |             |             |                 |
| Napo                              | 44.737      | 22.002      | 9.322       | 2.786       |             |                 |             |             |                 |
| Pastaza                           | 36.232      | 14.427      | 7.408       | 1.523       |             |                 |             |             |                 |
| Pichincha                         | 906.040     | 700.478     | 136.111     | 64.025      |             |                 |             |             |                 |
| Tungurahua                        | 218.104     | 79.028      | 39.738      | 9.122       |             |                 |             |             |                 |
| Zamora Chinchipe                  | 41.366      | 20.217      | 3.796       | 2.174       |             |                 |             |             |                 |
| Galápagos                         | 8.834       | 5.292       | 590         | 635         |             |                 |             |             |                 |
| Sucumbíos                         | 40.892      | 73.392      | 4.907       | 3.623       |             |                 |             |             |                 |
| Orellana                          | 43.494      | 53.929      | 5.505       | 2.505       |             |                 |             |             |                 |
| Santo Domingo de los Tsáchilas    | 137.616     | 142.638     | 4.812       | 6.672       |             |                 |             |             |                 |
| Santa Elena                       | 85.340      | 125.452     | 2.821       | 6.356       |             |                 |             |             |                 |
| Europa, Ozeanien und Asien        | 46.501      | 41.616      | 3.786       | 1.260       |             |                 |             |             |                 |
| Kanada und Vereinigte Staaten     | 21.311      | 12.256      | 2.022       | 515         |             |                 |             |             |                 |
| Lateinamerika, Karibik und Afrika | 5.254       | 2.146       | 502         | 219         |             |                 |             |             |                 |

### Unstimmigkeiten und Vorwürfe von Wahlmanipulation
Am Wahltag positionierte die Regierung gepanzerte Fahrzeuge sowie Soldaten mit Maschinengewehren vor Wahllokalen und ließ sämtliche Grenzübergänge schließen.
Noboas Verhalten während der offiziellen Wahlkampfperiode wurde von der suspendierten Vizepräsidentin Verónica Abad Rojas sowie von der Opposition scharf kritisiert. Vorwürfe umfassten unter anderem den mutmaßlichen Missbrauch gerichtlicher Mittel gegen politische Gegner, ebenso wie Hinweise auf gezielte Meinungsmanipulation in sozialen Netzwerken.
Am Wahltag veröffentlichte Diego Tello Flores, ein hochrangiger Beamter, die Ergebnisse einer Wahltagsbefragung. Er erklärte, der einzige der vier Meinungsforscher gewesen zu sein, der von der nationalen Wahlkommission offiziell zur Durchführung dieser Befragung autorisiert worden sei. Seinen Angaben zufolge lag Daniel Noboa mit fast acht Prozentpunkten vor Luisa González und habe mit 50,12 % der Stimmen die Wahl bereits im ersten Wahlgang gewonnen. Diese Aussage löste heftige Kontroversen aus, da Mitglieder des MRC ihm Wahlbetrug vorwarfen und auf die üblicherweise geringe Fehlerspanne solcher Umfragen verwiesen.
Tello erklärte in einem Live-Interview mit dem Fernsehsender Teleamazon, er sei von der Firma „Estrategas“ beauftragt worden und habe unabhängig von der Regierung gehandelt. Das Unternehmen bestritt jedoch jede Beteiligung. In Reaktion auf die Ereignisse äußerte Rafael Correa seine Besorgnis über die Möglichkeit eines Putschversuchs durch Noboa.

## Parlamentswahl

### Zusammensetzung
Die 151 Mitglieder der Nationalversammlung werden unter Anwendung dreier Methoden gewählt. Fünfzehn Mitglieder werden in einem landesweiten Wahlkreis (nacional) mit geschlossener Liste nach dem Verhältniswahlrecht gewählt. Sechs werden von ausländischen Wählern (exterior), jeweils zwei für Nordamerika, Lateinamerika und Asien sowie Europa und Ozeanien gewählt. Die verbleibenden 130 Mitglieder werden in Mehrpersonenwahlkreisen nach dem Verhältniswahlrecht mit geschlossenen Listen gewählt (provincial), wobei alle Sitze nach dem Sainte-Laguë-Verfahren vergeben werden. Mitglieder der Nationalversammlung können maximal zwei Wahlperioden amtieren, dabei ist unerheblich, ob die Perioden fortlaufend sind oder nicht. Es gibt eine Geschlechterparität für die Wahllisten.
Im Vergleich zur Parlamentswahl 2023 wurde die Zahl der Sitze in der Nationalversammlung aufgrund der Ergebnisse der 2022 durchgeführten Volkszählung um 14 von 137 auf 151 erhöht.
Die 130 über Provinzlisten gewählten Abgeordneten verteilen sich wie folgt auf die 24 Provinzen Ecuadors:
| Provinz                        | Sitze |
| ------------------------------ | ----- |
| Azuay                          | 6     |
| Cañar                          | 3     |
| Chimborazo                     | 4     |
| El Oro                         | 5     |
| Galápagos                      | 2     |
| Imbabura                       | 4     |
| Los Ríos                       | 6     |
| Morona Santiago                | 3     |
| Orellana                       | 3     |
| Pichincha                      | 19    |
| Santo Domingo de los Tsáchilas | 4     |
| Tungurahua                     | 5     |
| Bolívar                        | 3     |
| Carchi                         | 3     |
| Cotopaxi                       | 4     |
| Esmeraldas                     | 5     |
| Guayas                         | 24    |
| Loja                           | 4     |
| Manabí                         | 10    |
| Napo                           | 2     |
| Pastaza                        | 2     |
| Santa Elena                    | 4     |
| Sucumbíos                      | 3     |
| Zamora Chinchipe               | 2     |

### Ergebnis
| Liste                              | Liste                           | national   | national   | national | Provinzen | Provinzen | Provinzen | Emigranten | Emigranten | Emigranten | Gesamt |
| Liste                              | Liste                           | Stimmen    | %          | Sitze    | Stimmen   | %         | Sitze     | Stimmen    | %          | Sitze      | Sitze  |
| ---------------------------------- | ------------------------------- | ---------- | ---------- | -------- | --------- | --------- | --------- | ---------- | ---------- | ---------- | ------ |
|                                    | Acción Democrática Nacional     | 3.948.532  | 43,3       | 7        | 3.447.784 | 31,0      | 56        | 66.121     | 49,2       | 3          | 66     |
|                                    | Movimiento Revolución Ciudadana | 3.764.230  | 41,3       | 7        | 3.522.966 | 31,7      | 57        | 51.711     | 38,5       | 3          | 67     |
|                                    | Movimiento Centro Democrático   | 61.559     | 0,7        | 0        | 78.111    | 0,7       | 0         | –          | –          | –          | 0      |
|                                    | Movimiento Unidad Popular       | 156.802    | 1,7        | 0        | 156.785   | 1,4       | 1         | 991        | 0,7        | 0          | 1      |
|                                    | Partido Sociedad Patriótica     | 210.083    | 2,3        | 0        | 163.737   | 1,5       | 1         | 1.032      | 0,8        | 0          | 1      |
|                                    | Pueblo, Igualdad y Democracia   | 67.367     | 0,7        | 0        | 60.480    | 0,5       | 0         | –          | –          | –          | 0      |
|                                    | Partido Social Cristiano        | 288.545    | 3,2        | 1        | 377.126   | 3,4       | 3         | 3.418      | 2,5        | 0          | 4      |
|                                    | Avanza                          | –          | –          | –        | 76.667    | 0,6       | 0         | –          | –          | –          | 0      |
|                                    | Izquierda Democrática           | 90.383     | 1,0        | 0        | 81.679    | 0,7       | 0         | –          | –          | –          | 0      |
|                                    | Movimiento AMIGO                | 162.721    | 1,8        | 0        | 68.580    | 0,6       | 0         | 864        | 0,6        | 0          | 0      |
|                                    | Partido Socialista Ecuatoriano  | 91.778     | 1,0        | 0        | 70.735    | 0,6       | 0         | 1.532      | 1,1        | 0          | 0      |
|                                    | Pachakutik                      | –          | –          | –        | 397.618   | 3,6       | 9         | 5.337      | 4,0        | 0          | 9      |
|                                    | Democracia Sí                   | –          | –          | –        | 49.144    | 0,4       | 0         | –          | –          | –          | 0      |
|                                    | Creando Oportunidades           | 119.480    | 1,3        | 0        | 108.741   | 1,0       | 0         | 1.217      | 0,9        | 0          | 0      |
|                                    | Partido SUMA                    | 149.404    | 1,6        | 0        | 195.789   | 1,8       | 0         | 1.686      | 1,3        | 0          | 0      |
|                                    | Movimiento Construye            | –          | –          | –        | 130.804   | 1,2       | 1         | 449        | 0,3        | 0          | 1      |
|                                    | Lokale Bündnisse                | –          | –          | –        | 68 848    | 0,6       | 2         | –          | –          | –          | 2      |
| Gesamt                             | Gesamt                          | 9.110.884  | 100        | 15       | 9.055.594 | 100       | 130       | 134.358    | 100        | 6          | 151    |
|                                    |                                 |            |            |          |           |           |           |            |            |            |        |
| Ungültige Stimmen                  | Ungültige Stimmen               | 2.150.242  |            |          | 1.881.900 |           |           | 17.247     |            |            |        |
| Wähler                             | Wähler                          | 11.264.019 | 11.109.298 | 134.358  |           |           |           |            |            |            |        |
|                                    |                                 |            |            |          |           |           |           |            |            |            |        |
| Quelle: Consejo Nacional Electoral |                                 |            |            |          |           |           |           |            |            |            |        |